# 2017
Het jaar 2017 is een jaartal volgens de christelijke jaartelling. Het jaar 2017 startte op een zondag. Pasen viel dat jaar op 16 april, Hemelvaartsdag op 25 mei.

## Gebeurtenissen

### Januari
- 1 – Malta neemt het voorzitterschap van de Raad van de Europese Unie op zich.
- 1 – Op nieuwjaarsnacht wordt er een terroristische aanslag gepleegd op de bekende nachtclub Reina in Istanboel. Hierbij komen 39 mensen om en raken er 69 gewond.[1] De aanslag wordt een dag later opgeëist door IS.[2]
- 2 – De Nederlandse darter Michael van Gerwen wint voor de tweede keer het PDC World Darts Championship door in de finale de Schot Gary Anderson met 7-3 te verslaan.
- 6 – Op Fort Lauderdale-Hollywood International Airport vindt een schietpartij plaats. Er vallen 5 doden en 8 mensen raken gewond.
- 8 – In Jeruzalem rijdt een man met een vrachtwagen in op militairen die recreëren op een boulevard. Er vallen vier doden. De dader wordt door andere militairen doodgeschoten.
- 12 – Een meteoriet van een pond valt op een schuurtje in Broek in Waterland.
- 17 –  De Nederlandse en de Vlaamse rundveeteeltverenigingen gaan samen in de Coöperatie Rundvee Verbetering (CRV).
- 20 – Donald Trump wordt als de 45ste president van de Verenigde Staten beëdigd.
- 20 – Bij een busongeluk bij de Italiaanse stad Verona vallen zestien doden. Allen jonge Hongaren, leerlingen van een gymnasium in Boedapest die op skikamp waren geweest in Frankrijk.

### Februari
- 1 – Antwerpen voert als eerste Vlaamse stad een lage-emissiezone in.
- 2 – Publicatie van een noodverordening van de regering-Grindeanu, die honderden politici en andere hooggeplaatsten dreigt te beschermen tegen vervolging voor corruptie. In de volgende dagen vinden in Roemenië de grootste protesten plaats sinds de revolutie van 1989.
- 5 – Kameroen wint het Afrikaans kampioenschap voetbal dat plaatsvindt in Gabon tegen Egypte met 2-1.

### Maart

De uitslag per gemeente van de Nederlandse tweede Kamerverkiezingen.

- 6 – Groupe PSA neemt Opel over voor 2,2 miljard euro.
- 7 – WikiLeaks publiceert Vault 7, een reeks documenten over hacken door de CIA.
- 10 – De VN voorspelt dat de wereld te maken kan krijgen met de grootste humanitaire crisis sinds de Tweede Wereldoorlog. In landen als Jemen, Somalië, Zuid-Soedan en Nigeria is er een groot voedsel tekort.[3]
- 11 – Nederland zet de Turkse minister van familiezaken Fatma Betül Sayan Kaya het land uit, als ze probeert bij het consulaat in Rotterdam een toespraak te houden over de staatshervorming in Turkije.
- 15 – Tweede Kamerverkiezingen 2017 in Nederland.
- 22 – Aanslag in Londen: Een man rijdt met een SUV in op mensen op de Westminster Bridge en steekt daarna een agent dood bij het Palace of Westminster. Er vallen vijf doden en vijftig gewonden. Islamitische Staat eist de aanslag op.
- 23 – De Russische politicus Denis Voronenkov wordt doodgeschoten in Kiev. Ook zijn lijfwacht raakt gewond.
- 27 – Bij een ongeluk met een trein en een auto in Harlingen komen twee mensen om het leven.
- 31 – In het Belgische Zevekote werd het rampenplan afgekondigd en het gehele dorp ontruimd nadat er een gifwolk ontstond door een lek in een opslagtank met salpeterzuur op het terrein van een mestverwerkend bedrijf.

### April
- 1 – Aardverschuiving in het Colombiaanse stadje Mocoa.
- 3 – Bij een bomaanslag in de metro van de Russische stad Sint-Petersburg komen 14 mensen om het leven en raken er tientallen mensen gewond.
- 4 – Het nieuwe 50 eurobiljet wordt in gebruik genomen.
- 4 – Bij Sotheby's in Genève brengt de Pink Star 71 miljoen USD. op, het hoogste bedrag dat ooit voor een diamant is betaald.
- 6 – Massale demonstratie in Paramaribo van de beweging Wij Zijn Moe tegen de economische malaise onder de regering-Bouterse.
- 7 – Bij een aanslag in Stockholm met een vrachtwagen komen vier mensen om het leven en raken er tientallen gewond.
- 8 – De ETA levert alle wapens in.
- 12 – Nederland krijgt twee panda's te leen van China.
- 16 – Bij een schietpartij in een stembureau in Turkije voor het Turks referendum over grondwetswijzigingen 2017 komen twee mensen om het leven.
- 20 – Bij een aanslag op de Champs-Élysées in Parijs wordt één politieagent doodgeschoten en raken twee andere gewond.

### Mei

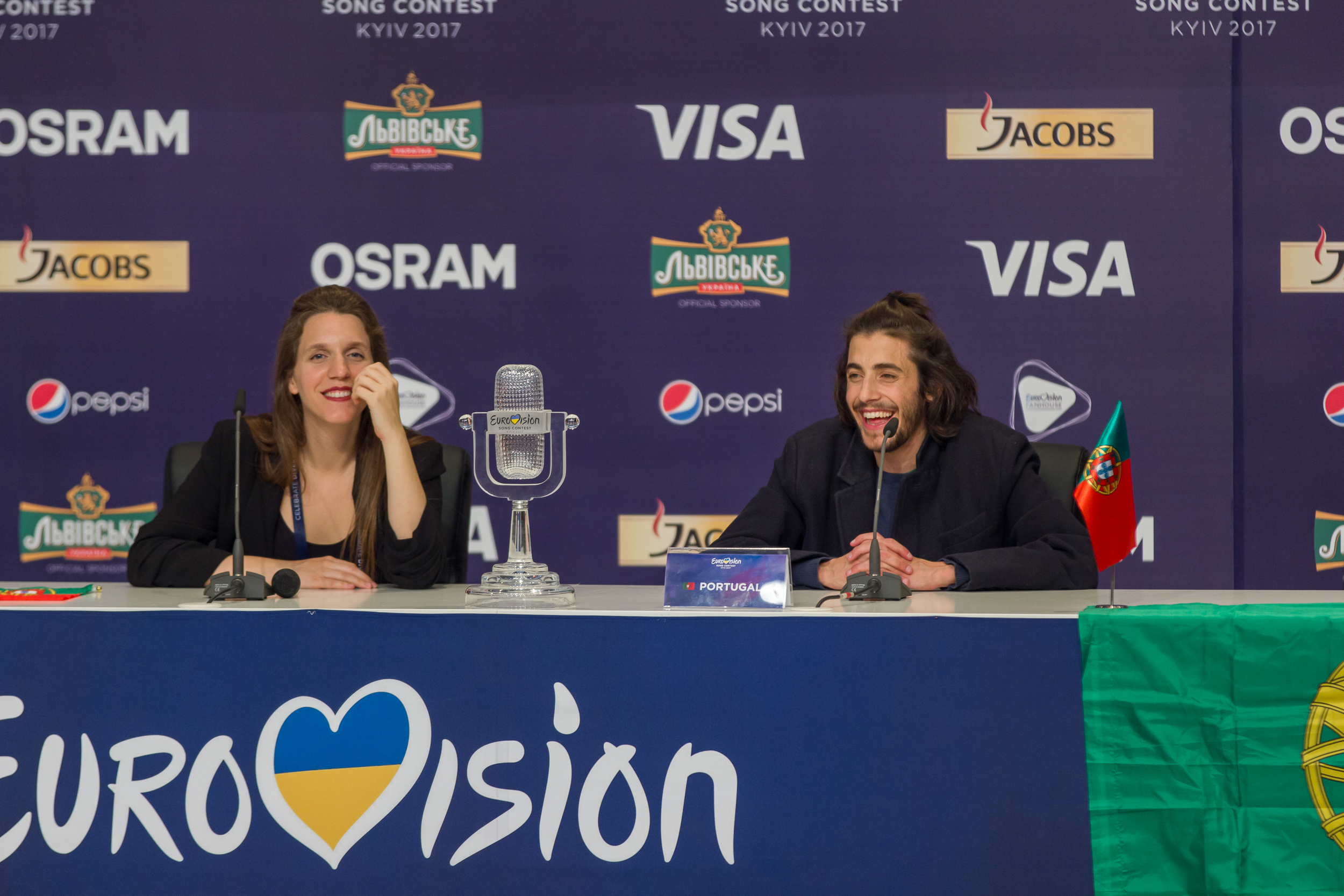
Het Eurovisiesongfestival 2017 in Kiev wordt gewonnen door Salvador Sobral, namens Portugal.

- 7 – In Frankrijk vindt de tweede ronde van de presidentsverkiezingen plaats. De sociaal-liberale Emmanuel Macron wint met 66% van de stemmen.
- 9, 11 en 13 – Het Eurovisiesongfestival 2017 in Kiev wordt gewonnen door Portugal met het nummer Amar Pelos Dois.
- 14 – Feyenoord wordt voor de 15e maal in zijn bestaan landskampioen door een overwinning (3-1) tegen Heracles Almelo.
- 21 – De Zwitserse kiezers besluiten tot een afbouw van het gebruik van  kernenergie in het land.
- 22 – Bij een door IS opgeëiste bomaanslag door een zelfmoordterrorist na een concert van Ariana Grande in de Manchester Arena in Manchester vallen 22 doden en meer dan 200 gewonden.
- 24 – In Stockholm verliest Ajax de Europa Leaguefinale met 0-2 van Manchester United.
- 28 – Tom Dumoulin wint als eerste Nederlandse man de Giro d'italia. Hij won de honderdste editie van de wielerronde met 31 seconden voorsprong op de Colombiaan Nairo Quintana.

### Juni

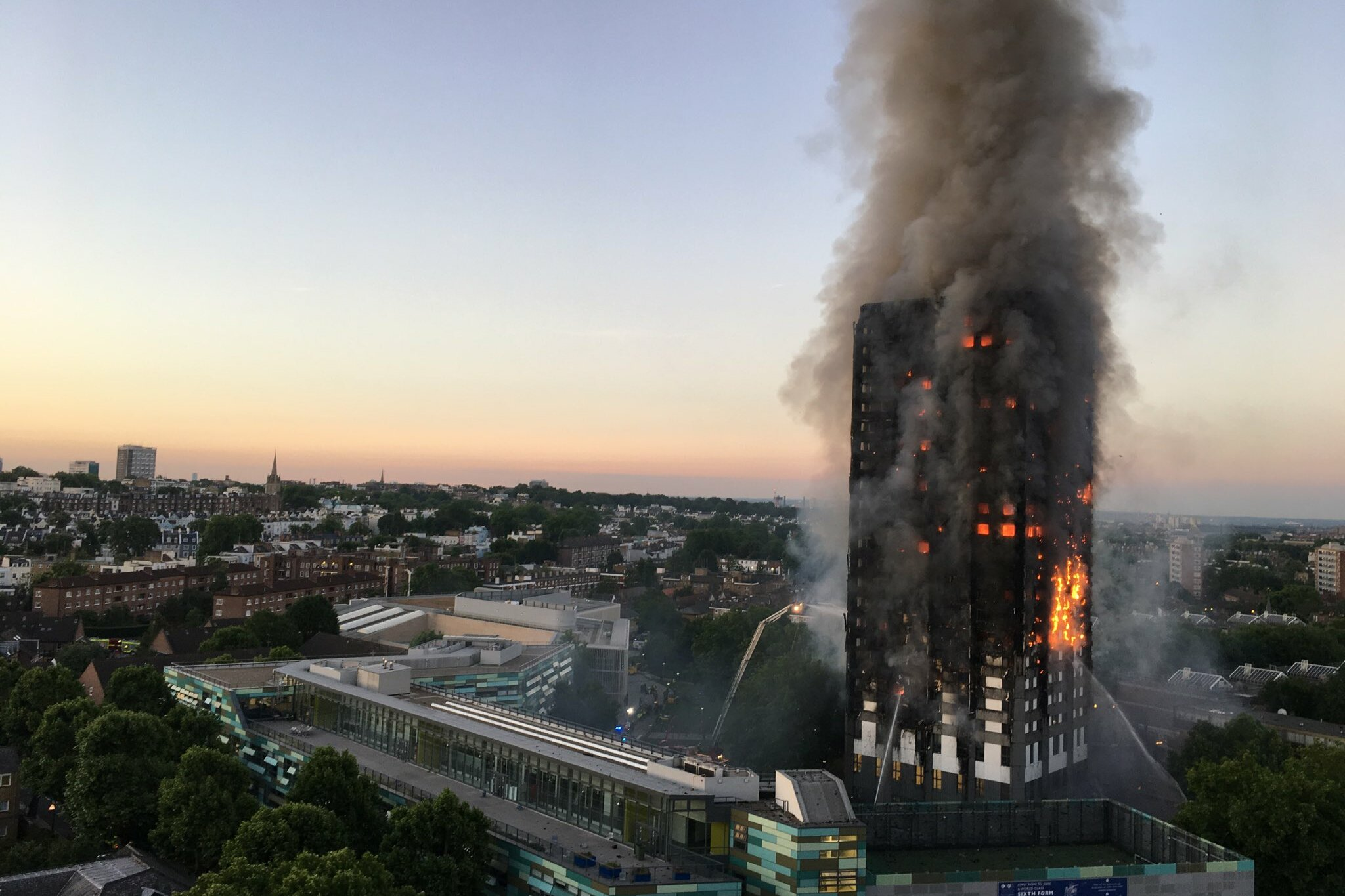
Op 14 juni breekt brand uit in de Londense Grenfeltoren. 72 doden en 77 gewonden zijn het gevolg.

- 3 – Aanslag in Londen, een busje rijdt mensen aan op de London Bridge en de drie inzittenden van het busje steken mensen neer in horecagelegenheden bij Borough Market: 8 doden en 48 gewonden.
- 5 – Montenegro wordt lid van de NAVO.
- 10 – Een auto ramt een groep toeristen op het Stationsplein in Amsterdam. Acht gewonden. Er ontstaat grote controverse hierover of het wel of geen aanslag is geweest.
- 12 – De Amerikaanse student Otto Warmbier wordt vrijgelaten na 17 maanden lang vast te hebben gezeten in een Noord-Koreaanse gevangenis, hij is echter in slechte gezondheid en overlijdt een week later.
- 14 – Bij een grote brand in de Grenfelltoren in Londen komen 79  mensen om het leven.
- 21 – De Al-Nuri-moskee wordt door IS vernietigd.
- 27 – Een wereldwijde digitale aanval treft 64 landen, maar vooral Oekraïne. Het leven in de hoofdstad Kiev komt nagenoeg tot stilstand.

### Juli

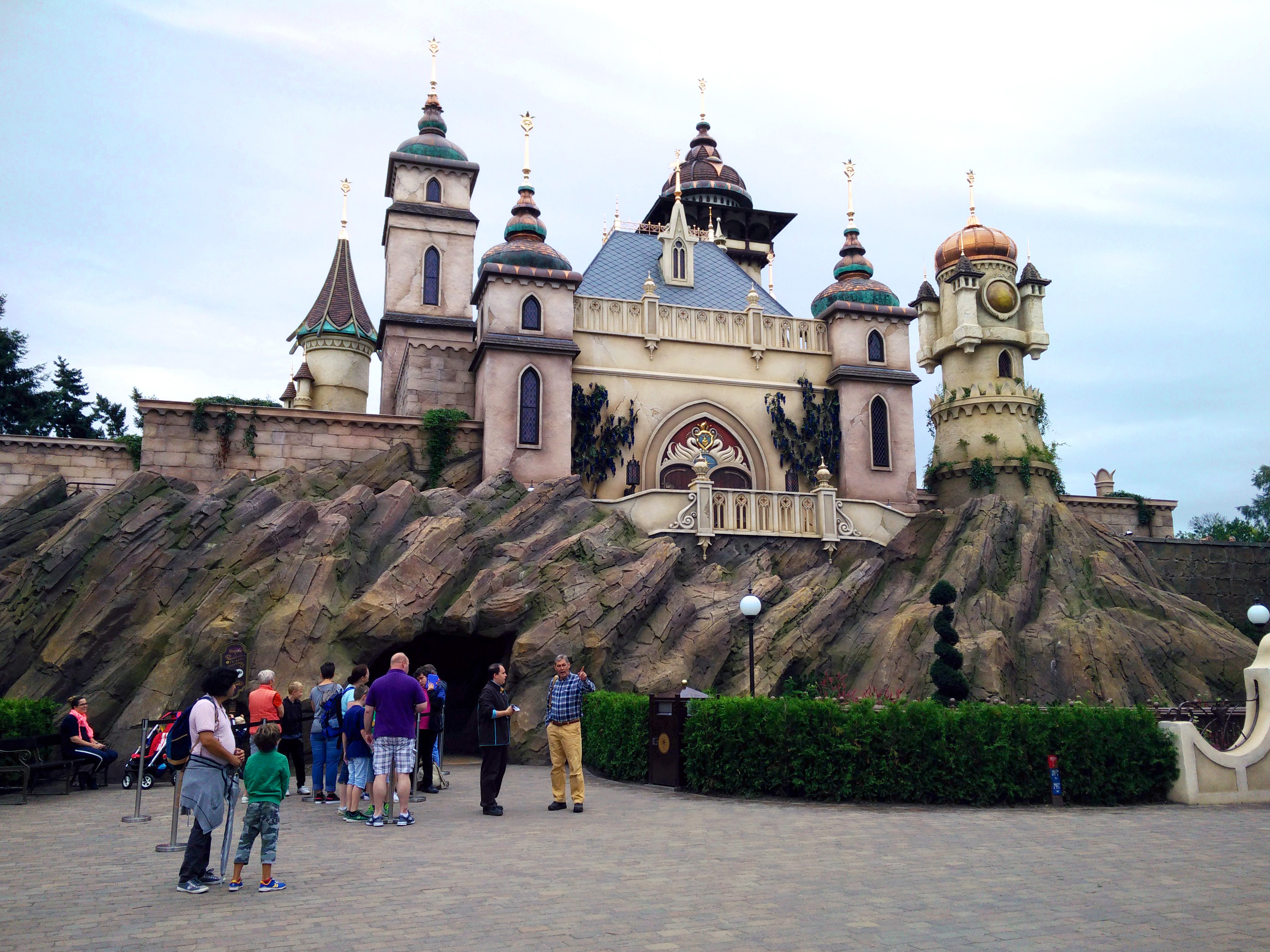
Op 1 juli wordt in de Efteling de nieuwe attractie Symbolica geopend.

- 1 – De Ronde van Frankrijk 2017 gaat van start in het Duitse Düsseldorf.
- 7-8 – Bij de G20-top in Hamburg raken bijna 400 agenten gewond en worden 400 linkse activisten gearresteerd bij rellen.
- 9 – De stad Mosoel, Irak, wordt heroverd op IS.
- 22 – Het Belgische Federaal Agentschap voor de Veiligheid van de Voedselketen (FAVV) en de Nederlandse Voedsel- en Warenautoriteit (NVWA) maken bekend dat ze de verboden toepassing van het insecticide fipronil in de pluimveesector aan het onderzoeken zijn. Dit wordt bekend als de fipronilcrisis.

### Augustus

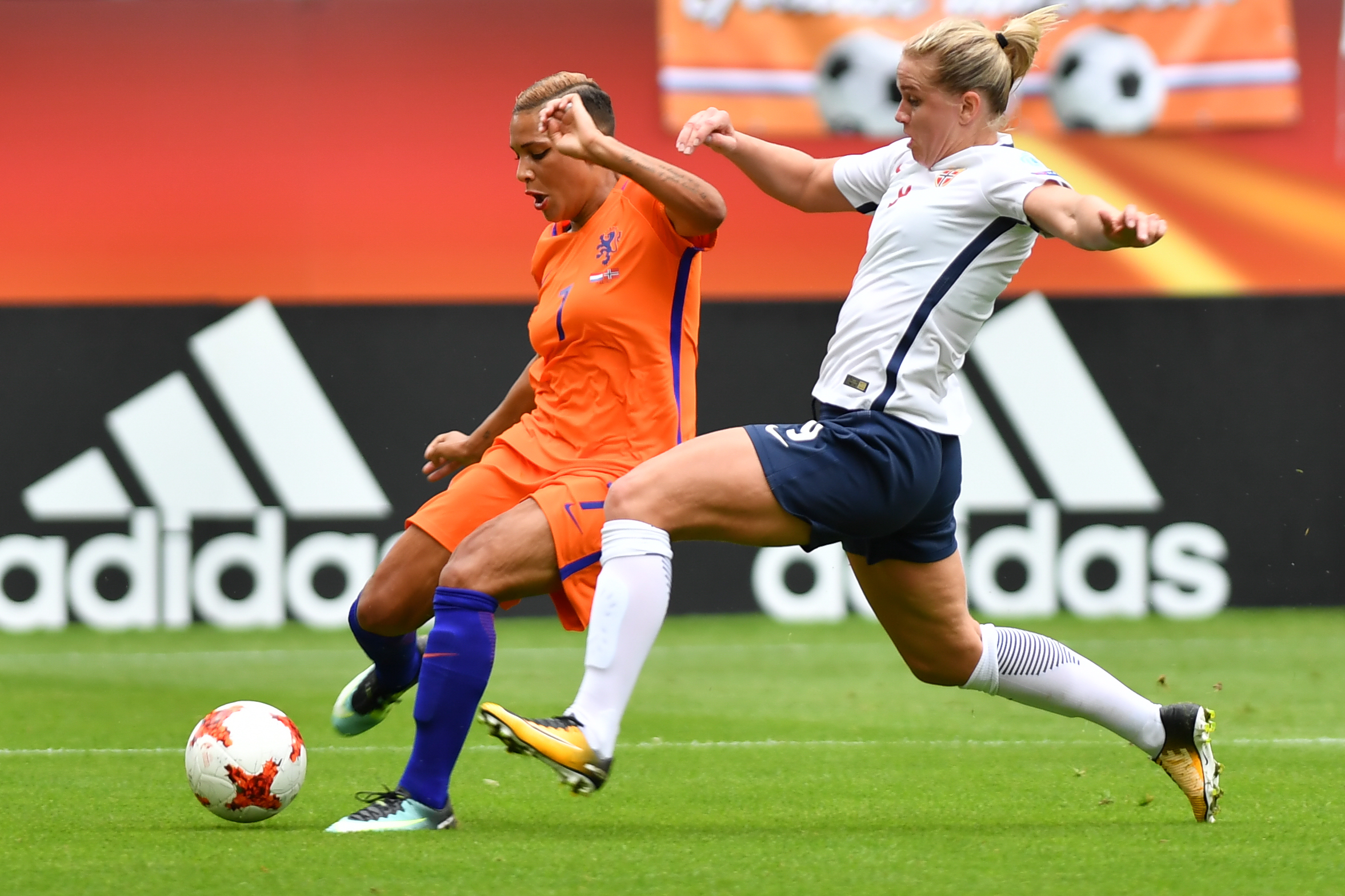
Nederland wint het Europees kampioenschap vrouwenvoetbal.

- 6 – Nederland wint het Europees kampioenschap vrouwenvoetbal.
- 17 – Op de Ramblas, een drukke boulevard in het centrum van Barcelona, vindt een aanslag met een bestelbus plaats. Hij busje rijdt zigzaggend in op menigte, waarbij 15 mensen om het leven komen en meer dan 130 mensen gewond raken. De aanslag wordt opgeëist door IS.
- 17 en 18 – In de nacht van 17 op 18 augustus vindt er een mislukte aanslag plaats in Cambrils. Terroristen rijden met een busje op mensen en een politiewagen in. Uiteindelijk doodt de politie de 5 terroristen in het voertuig. Er valt 1 dode en er raken 7 mensen gewond.
- 21 – In de Verenigde Staten vindt een Zonsverduistering plaats.

### September
- 6 – De zware orkaan Irma richt op de eilanden Sint Maarten en Sint Eustatius grote schade aan. De orkaan bereikt windsnelheden tot 300 km per uur. Twee personen komen om het leven.
- 15 – De Cassini-Huygensmissie, een samenwerkingsverband van NASA, ESA en ASI, komt ten einde.
- 24 – In Duitsland worden verkiezingen voor de Bondsdag gehouden.

### Oktober

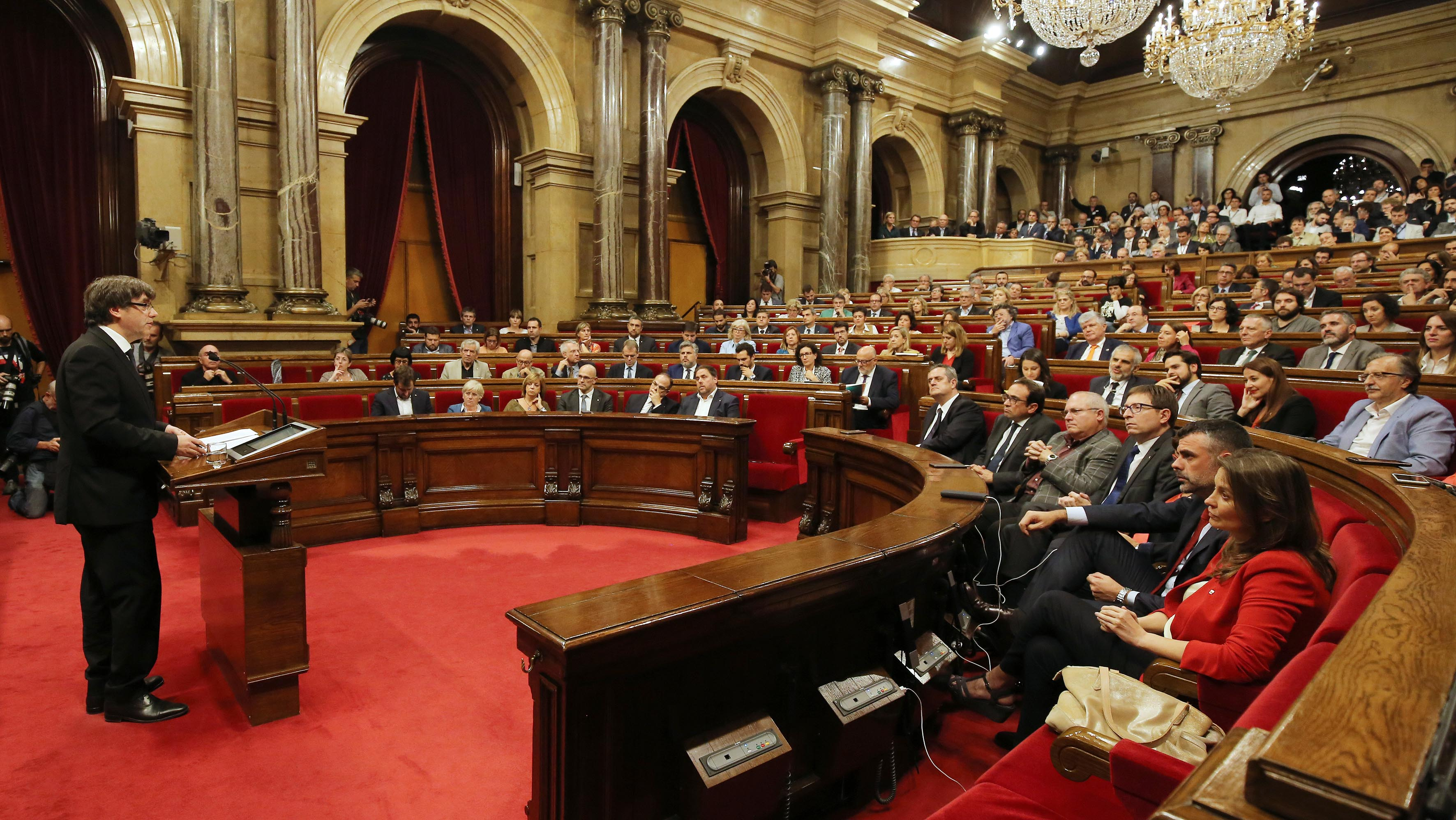
Carles Puigdemont spreekt op 10 oktober het Catalaans parlement toe en verklaart de uitslag van het onafhankelijkheidsreferendum geldig.

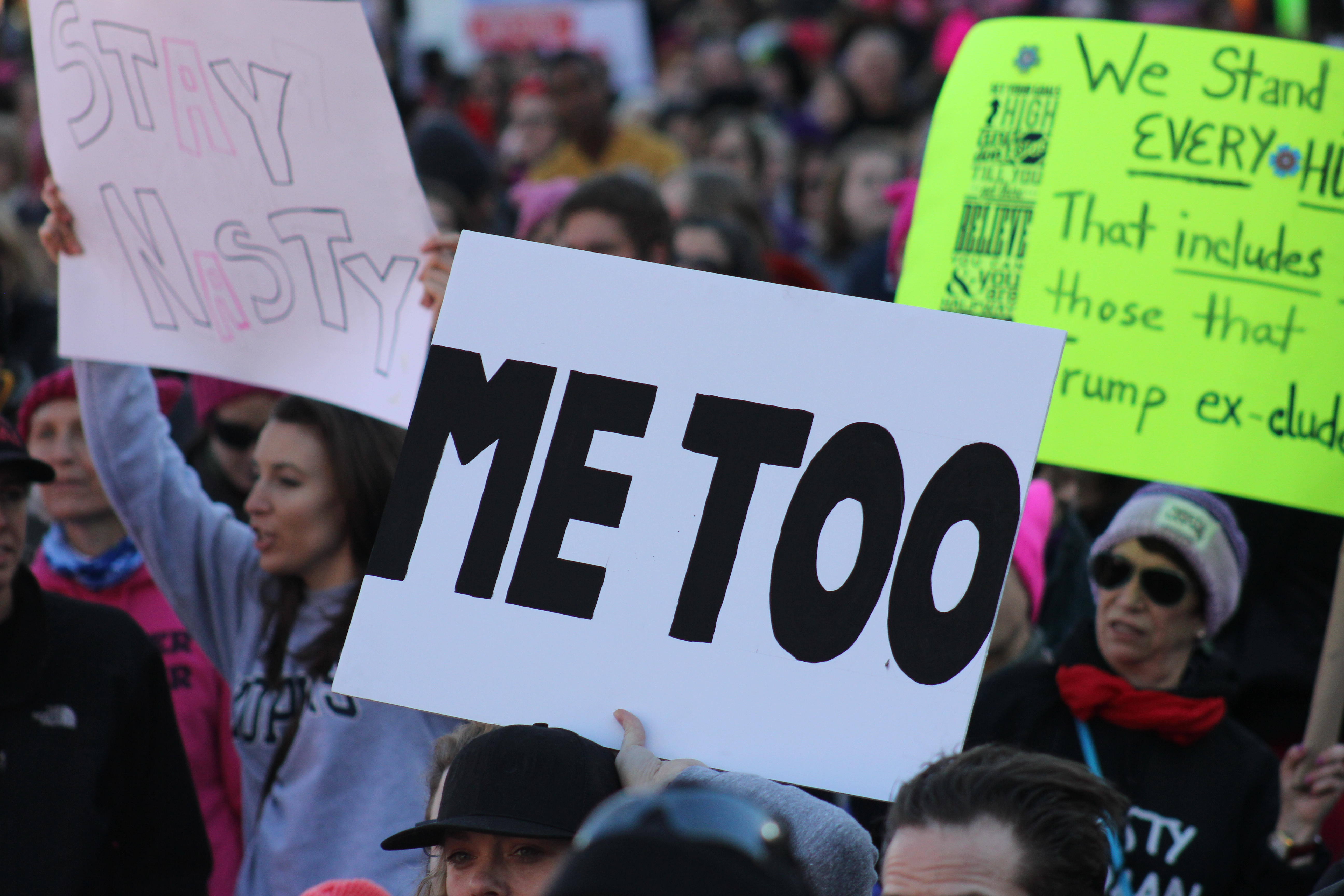
In oktober worden de eerste #MeToo-berichten verstuurd. Het is het begin van de MeToo-beweging.

- 1 – In Catalonië wordt een referendum over onafhankelijkheid gehouden. Er breken rellen uit tussen militante separatisten en de Spaanse politie.
- 1 – In de Verenigde Staten vindt de Schietpartij in Las Vegas plaats. 58 mensen komen om het leven en 546 raken gewond nadat Stephen Paddock het vuur opent vanuit zijn hotelkamer in het Mandalay Bay-hotel. Het is de dodelijkste schietpartij in de moderne geschiedenis van de Verenigde Staten.
- 2 – In Dreischor wordt het eerste in Nederland aangetroffen nest van de Aziatische hoornaar geruimd.
- 5 – Producent Harvey Weinstein wordt door verschillende vrouwen beticht van seksueel misbruik. Hij verliest zijn baan en zijn reputatie wordt volledig verwoest. Het is het begin van de MeToo-beweging, waarmee mensen aangeven met seksueel misbruik te maken hebben gehad.
- 14 – Bij een Bomaanslag in Mogadishu komen 587 mensen om het leven.
- 16 – Sjiitische milities onder Iraakse vlag verdrijven de Koerden uit de oliestad Kirkuk.
- 27 – De Spaanse regering roept artikel 155 van de grondwet in en schort het zelfbestuur van Catalonië op. De regiopresident Carles Puigdemont wijkt uit naar België.

### November
- 1 – In Indonesië wordt een nieuw soort Orang-oetan ontdekt, het is de Pongo tapanuliensis.
- 5 – De Duitse krant Süddeutsche Zeitung publiceert de Paradise Papers. Het zijn een verzameling van 13,4 miljoen teksten waaruit blijkt welke sluiproutes multinationals en enkelen van 's werelds rijkste personen gebruiken om over hun vermogens en inkomens zo min mogelijk belasting te betalen.
- 12 – Aardbeving in Kermansah, Irak, Iran, Israël en Turkije worden getroffen door een aardbeving. Er vallen 530 doden en ruim 8000 gewonden.
- 15 – De Zimbabwaanse president Robert Mugabe wordt afgezet en onder huisarrest geplaatst, na 37 jaar komt er een einde aan zijn regime. Militairen grijpen de macht.
- 15 – Het schilderij Salvator Mundi van Leonardo da Vinci wordt geveild in veilinghuis Christie's in New York. De opbrengst is $ 400 miljoen (uiteindelijke prijs $ 450.312.500 inclusief commissie), waardoor de Salvator Mundi het duurst verkochte kunstwerk tot dan toe is. Het schilderij wordt tentoongesteld in het Louvre Abu Dhabi.
- 22 – Het eerste nest van de Aziatische hoornaar in Vlaanderen wordt  verwijderd in de West-Vlaamse stad Poperinge.

### December
- 6 – De Amerikaanse president Trump erkent Jeruzalem als hoofdstad van Israël.
- 8 – Ondertekening van het fusieprotocol van de Haven van Gent met de Haven van Zeeland, een samenwerkingsverband tussen Terneuzen en Vlissingen. Het nieuwe bedrijf gaat North Sea Port heten.
- 10 – Code oranje wordt afgegeven voor zware sneeuwval. Gemiddeld viel er in Nederland tussen de 5–10 cm sneeuw. Op de Veluwe werd echter een sneeuwdikte gemeten van 34 cm.
- 11 – Opnieuw zware sneeuwval waarbij code rood wordt afgegeven. Gemiddeld viel er in Nederland tussen de 5–15 cm sneeuw. Op de Veluwe kon de sneeuw opstapelen tot een hoogte van 40 cm.
- 31 – De warmste jaarwisseling ooit wordt gemeten. In De Bilt werd een temperatuur van maar liefst 12,5 graden Celsius gemeten. In Arcen werd er zelfs een temperatuur van 14,5 graden Celsius gemeten.

## Muziek

### Klassieke muziek
- 24 september: première van Symfonie nr. 6 van Krzysztof Penderecki

### Populaire muziek
Bestverkochte singles in Nederland:
1. Ed Sheeran – Shape of You
2. Luis Fonsi ft. Daddy Yankee – Despacito
3. Lil' Kleine ft. Boef – Krantenwijk
4. Ronnie Flex ft. Frenna – Energie
5. Boef – Habiba
6. Kygo ft. Selena Gomez – It Ain't Me
7. Lil' Kleine – Alleen
8. Ronnie Flex ft. Boef – Come Again
9. The Chainsmokers & Coldplay – Something Just Like This
10. Martin Garrix ft. Dua Lipa – Scared to be Lonely

Bestverkochte albums in Nederland:
1. Ed Sheeran – ÷ (Divide)
2. Lil' Kleine – Alleen
3. Boef – Slaaptekort
4. Kinderen voor Kinderen – Gruwelijk eng – 38
5. Kensington – Control
6. Ronnie Flex – Rémi
7. Marco Borsato – Thuis
8. SFB – 77 Nachten
9. Drake – More Life
10. Adele – 25

### Prijzen
Kazuo Ishiguro won de Nobelprijs voor Literatuur

### Publicaties
- The seven husbands of Evelyn Hugo, een roman van Taylor Jenkins Reid. In 2020 in het Nederlands vertaald als De zeven echtgenoten van Evelyn Hugo
- Lampje, een kinderboek van Annet Schaap

## 2017 in fictie
- De Amerikaanse sciencefictionfilms Surrogates uit 2009 en The Running Man uit 1987 spelen zich af in 2017.

## Weerextremen België
- December – De op een na somberste december sinds het begin der waarnemingen van de zonneschijnduur met te Ukkel 10 uur zonneschijn.

## Weerextremen Nederland
- 7 januari: IJzel in het oosten en zuidoosten van het land zorgt voor verraderlijke gladheid en veel verkeersproblemen. Het KNMI geeft code oranje af voor extreem weer.
- 12 februari: In delen van Overijssel en Gelderland valt ruim 12 cm sneeuw in een etmaal tijd.
- 30 maart: hoogste maximumtemperatuur ooit op deze dag: 21,8 °C
- 31 maart: hoogste maximumtemperatuur ooit op deze dag: 21,8 °C
- 17 mei: hoogste maximumtemperatuur ooit op deze dag: 28,4 °C
- 27 mei: hoogste maximumtemperatuur ooit op deze dag: 31,9 °C
- 22 juni: In het Limburgse Arcen werd het 35,2 °C. Sinds het begin van de metingen is het op 22 juni nog niet zo heet geweest. Het oude landelijke record op 22 juni stond op naam van Vlissingen met 31,7 °C.
- juni: Warmste junimaand sinds het begin van de metingen in 1901 met een gemiddelde temperatuur van 18,1 °C. Normaal = 15,6 °C
- 16 oktober: hoogste maximumtemperatuur ooit op deze dag: 24,4 °C
- 11 december: sneeuwval zorgt voor extreme gladheid en een verkeersinfarct. Het KNMI kondigde voor bijna heel het land een weeralarm af.
- 31 december: De warmste jaarwisseling ooit wordt gemeten. In de Bilt werd een temperatuur van maar liefst 12,5 graden Celsius gemeten. In Arcen werd er zelfs een temperatuur van 14,5 graden Celsius gemeten.